# Цепь (алгебраическая топология)
Цепь в алгебраической топологии и дифференциальной геометрии — конструкция, обобщающее понятие многоугольника, используется для определения гомологий пространства и интегрирования дифференциальных форм на нём.

## Определение
Криволинейным симплексом называется дважды непрерывно дифференцируемое невырожденное отображение симплекса {\displaystyle \gamma =[p_{0},\ldots ,p_{n}]} в евклидовом пространстве в топологическое пространство {\displaystyle M}.
Цепью называется элемент свободного модуля над кольцом целых чисел, порождённого множеством симплексов данного топологического пространства, то есть формальная сумма
{\displaystyle \sigma =k_{1}\sigma _{1}+\dots +k_{n}\sigma _{n},~k_{i}\in \mathbb {Z} ,\,n\in \mathbb {N} }
Число {\displaystyle k_{i}} называется кратностью симплекса {\displaystyle \sigma _{i}}. Сумма цепей определяется как сумма элементов модуля.
Граница {\displaystyle \partial \sigma _{i}} криволинейного симплекса {\displaystyle \sigma _{i}} определяется как образ границы симплекса {\displaystyle \gamma _{i}} под действием отображения {\displaystyle \sigma _{i}}. На произвольные цепи граничный оператор продолжается по линейности, то есть
{\displaystyle \partial \sigma =k_{1}\partial \sigma _{1}+\dots +k_{n}\partial \sigma _{n}}

## Связанные определения
- Цикл — это цепь, граница которой равна нулю.